# Altica obolina
Altica obolina är en skalbaggsart som beskrevs av J. L. Leconte 1857. Altica obolina ingår i släktet Altica och familjen bladbaggar. Inga underarter finns listade i Catalogue of Life.